# Toché
José Verdú Nicolás dit Toché, né le 1er janvier 1983 à Santomera, est un footballeur espagnol qui évolue au poste d'attaquant .

## Biographie
Formé à l'Atlético de Madrid, Toché est lancé avec l'équipe première lors de la saison 2003-2004 mais ne dispute que deux matchs en raison d'un blessure. Toché est prêté en 2004 au CD Numancia, club avec lequel il fait ses débuts en Liga. De nouveau victime de blessures, il ne dispute que cinq rencontres.
Il est également prêté lors des deux saisons suivantes à des clubs de seconde division, d'abord au Hércules de Alicante puis au Real Valladolid, avant de revenir au CD Numancia en 2007, où il connaît une promotion en Liga tout en ne participant que très rarement aux rencontres (cinq matchs).
Il quitte Numancia lors du mercato en janvier 2009 pour signer un contrat d'un an et demi avec le club de seconde division l'Albacete Balompié, mais en août 2009, il rejoint le FC Carthagène, autre club de Segunda, entraîné par Juan Ignacio Martínez, qui était déjà en poste à Albacete et avec lequel il entretient de bonnes relations.
Il inscrit 19 buts en seconde division lors de sa première saison et deux buts en Copa del Rey, se classant ainsi troisième au classement du trophée Pichichi. Il marquera encore 16 buts la saison suivante, égalant le record de buts du club en D2 détenu par Andrés.
Le 19 juillet 2011, après avoir rejeté des offres provenant de Levante, Santander et Hércules Alicante, il signe un contrat de trois ans en transfert libre avec le club grec du Panathinaïkos, assurant la délicate mission de succéder au poste d'avant-centre à Djibril Cissé.
Il marque pour ses débuts face au Odense Boldklub en tour préliminaire de la ligue des champions, mais ne peut éviter l'élimination du « Pana ». Il inscrit le but de l'égalisation en fin de match à deux reprises en Ligue Europa 2012-2013, contre Tottenham puis la Lazio.

### En sélection nationale
Toché dispute le Championnat d'Europe des moins de 16 ans 2000 en Israël avec la sélection espagnole, éliminée en quart de finale du tournoi.

## Palmarès
Real Valladolid
- Champion d'Espagne de D2 : 2007

 CD Numancia
- Champion d'Espagne de D2 : 2008